# Laevius
Laevius (konec 2. století př. n. l. – 80 př. n. l.) byl římský lyrický básník, představitel mladořímské poezie (poetae novi).
O jeho životě se ví velmi málo, podle zmínek jiných autorů patřil mezi zakladatele mladořímské poezie, snažil se napodobovat řecký styl básní, které byly určeny pouze pro recitaci nikoli pro zpěv.

## Dílo
- Erotopaegnia, dílo se nedochovalo, ví se o něm, že obsahovalo šest knih, které byly napsány v různých metrech.